# Éric Zemmour
Éric Justin Léon Zemmour (Montreuil, 31 agosto 1958) è un giornalista, scrittore, saggista, opinionista, polemista e politico francese.
Di origine ebraico-berbero algerina, dal 1996 lavora per il quotidiano Le Figaro. Editorialista e commentatore politico conservatore, spostatosi su posizioni di estrema destra, tiene anche rubriche ricorrenti in radio e in televisione. I suoi saggi incontrano grandi successi in libreria e generano polemiche.
Frequentemente perseguito per dichiarazioni controverse, è stato più volte assolto, ma condannato per incitamento alla discriminazione razziale nel 2011 e per incitamento all'odio contro i musulmani nel 2018.
Alla fine del 2021, Zemmour si candida per le elezioni presidenziali del 2022 e fonda il partito politico Reconquête, nell'ottica di un'unione delle destre attorno a temi identitari e nazionalisti. Fallisce al primo turno, arrivando al quarto posto, con il 7,07% dei voti espressi.

## Biografia
Nasce a Montreuil nel 1958 da una famiglia di origine ebraica algerina di cittadinanza francese. 
I suoi genitori erano Roger Zemmour (1932-2013) e Lucette Lévy (1936-2010).
Si è definito ebreo berbero. Si è diplomato all'Institut d'études politiques di Parigi nel 1979.

### Attività giornalistica
Scoperto da Philippe Tesson e Maurice Clavel, ha esordito nella professione giornalistica firmando il suo primo articolo nel 1986 per Le Quotidien de Paris, diventando poi notista politico ed editorialista a InfoMatin, quotidiano progressista diretto da André Rousselet, presso cui ha lavorato dal 1995 al 1996. Ha scritto inoltre come freelance per i settimanali Marianne (1997) e Valeurs Actuelles (1999). Fino alla chiusura della testata nel 2014, Zemmour è stato anche editorialista politico per il mensile Le Spectacle du Monde.
Giornalista politico del quotidiano conservatore Le Figaro dal 1996, dal 2010 è passato al settimanale allegato Le Figaro Magazine. È tornato a Le Figaro come editorialista fisso nel 2013, mantenendo comunque una rubrica sull’allegato.
Svolge di frequente anche l'attività di polemista e opinionista televisivo/radiofonico. Dal 2006 al 2011 è stato uno dei principali volti del talk show di France 2 On n'est pas couché. Dal 2010 al 2019 è stato inoltre uno dei commentatori politici quotidiani di RTL Matin, trasmissione mattutina dell'emittente radiofonica RTL, dove ha tenuto prima una breve e "tagliente" rubrica dal titolo Z comme Zemmour e, successivamente, è stato una delle voci principali del dibattito On n'est pas forcement d'accord. Il 13 ottobre 2019 l'emittente ha annunciato la cessazione delle collaborazioni con Zemmour a causa di alcune sue affermazioni controverse.
Dal 2019 al 2021 è stato uno dei commentatori del canale all-news CNews, dove interveniva dal lunedì al giovedì come editorialista della trasmissione Face à l'info e dibatteva regolarmente con un interlocutore nello spin-off del venerdì Face à Face.
Ha condotto il talk show mensile Zemmour & Naulleau sull'emittente a pagamento Paris Première.

### Saggista
Ha pubblicato le biografie politiche di Édouard Balladur (1995) e di Jacques Chirac (2002). È anche un autore critico della presunta femminilizzazione della società, tesi esposta nel 2006 nel libro Le premier sexe (Il primo sesso), pubblicato in Italia col titolo L'uomo maschio per le Edizioni Piemme. È una ripresa provocatoria del titolo del libro "Il secondo sesso" scritto dalla filosofa femminista Simone de Beauvoir. Nel marzo 2010, con Mélancolie française, che ha vinto il "Prix du livre incorrect", rivisita la storia della Francia.
Nel 2014, il suo Le Suicide français ha venduto 500 mila copie, rivelandosi suo maggior successo editoriale.

### Le presidenziali del 2022
A seguito delle numerose voci circolate su una sua possibile candidatura della destra anti-establishment alle elezioni presidenziali in Francia del 2022, nel settembre 2021 ha dichiarato di aver concordato un periodo di aspettativa con la direzione del giornale Le Figaro, per dedicare più tempo alla promozione del suo nuovo libro La France n'a pas dit son dernier mot, senza tuttavia sciogliere riserve su una sua possibile discesa in politica. Trova il sostegno di Marion Maréchal.
Il 6 ottobre 2021 Zemmour ha raggiunto il 17% delle intenzioni di voto e il secondo posto fra tutti i candidati, qualificandosi per la prima volta in tutti i sondaggi per il secondo turno delle elezioni presidenziali. Il 30 novembre 2021 ha ufficializzato la sua intenzione di correre alle elezioni presidenziali del 2022, e il 5 dicembre fonda, a sostegno della candidatura, il partito politico Reconquête.
Al primo turno delle presidenziali del 10 aprile 2022 si classifica quarto, con il 7,05% dei voti, e non raggiunge il ballottaggio.

## Orientamento politico
Zemmour, definito da alcuni media politico di estrema destra, si considera gollista-bonapartista. Ciò è stato definito in termini più concreti dallo storico Nicolas Lebourg, il quale ha scritto che la politica di Zemmour è definita da quattro elementi. Innanzitutto il bonapartismo: Zemmour crede nell'importanza dei "grandi uomini" nel destino di un paese. In secondo luogo, l’unitarismo: viene data grande importanza all’unità di uno stato nazionale. In terzo luogo, la "sovranità completa": Zemmour ritiene che tutti i problemi di una nazione possano essere risolti dalla sovranità dello Stato nazionale. Il quarto elemento delle idee di Zemmour è un "nazionalismo ossessionato dalla decadenza" che assumerebbe la forma di una sorta di darwinismo: se il popolo francese non cambierà, sarà "travolto dalla storia".
Nel 2014, nel suo libro Le suicide français, si schiera apertamente contro l'immigrazione, il multiculturalismo e la globalizzazione della società francese. Avversa l'egemonia culturale della sinistra, cominciata nel Sessantotto, sostenendo che "l'ideologia antirazzista e multiculturale della globalizzazione sarà per il ventunesimo secolo quello che il nazionalismo è stato per il diciannovesimo e il totalitarismo per il ventesimo: una fede messianica e guerrafondaia nel progresso, che trasforma il conflitto tra nazioni in un conflitto all'interno delle nazioni".
Zemmour è stato comunemente presentato come un "esperto di estrema destra" nei media francesi e internazionali 
. Lo storico Laurent Joly ha scritto nel 2015 che "dai tempi di Barrès e Maurras, nessun altro intellettuale, giornalista o scrittore ha avuto questo status di mediatore di idee di estrema destra con un pubblico di lettori molto ampio".
Al contrario, il politologo Jean-Yves Camus si è opposto alla designazione di Zemmour come di estrema destra, sostenendo che Zemmour non era un fascista o un nazista. Interrogato nell'ottobre 2021 sulla posizione di Eric Zemmour rispetto a Marine Le Pen, Camus lo classifica "a destra", più precisamente nella "destra radicale conservatrice". Alcuni media francesi lo presentano anche "di destra", nella "destra conservatrice", o come gollista, o nella "destra sovranista", o nella "destra radicale", o nel “diritto radicale e identitario”.

### Questioni sociali
Zemmour ha una posizione conservatrice sulle questioni sociali e si è identificato come un reazionario.

### Declino francese
Zemmour ha espresso l'opinione che lo Stato-nazione francese sia in uno stato di declino dagli anni '70, cosa che ha attribuito all'aumento dell'immigrazione, al femminismo, alla politica di sinistra e all'erosione dei valori tradizionali. Ha presentato queste opinioni nel suo saggio del 2014 The French Suicide. Zemmour è stato quindi associato al declinismo.
In una recensione di The French Suicide pubblicata sul New Yorker, Alexander Stille ha sostenuto che Zemmour sopravvaluta in modo significativo il declino della Francia che, pur non essendo più una grande potenza, "rimane tra i primi venti paesi praticamente secondo tutti i parametri del bilancio umano della Banca Mondiale".

### Immigrazione e assimilazione
Zemmour ha ampiamente promosso la teoria del complotto della Grande Sostituzione, sostenendo che la popolazione francese sarà sostituita dagli immigrati.
Intervistato nell'agosto 2021 sulle sue opinioni sull'immigrazione in Francia, Zemmour ha dichiarato: "Dobbiamo fermare il flusso. Non sto parlando solo dei clandestini; penso innanzitutto all'immigrazione legale. ... C'è un processo di sostituzione della popolazione dal momento in cui ci sono troppi immigrati che non si assimilano più. È inevitabile".
Membro della tradizione assimilazionista francese, Zemmour si oppone fermamente da tempo all'immigrazione di massa e all'attuale modello di integrazione degli immigrati, che considera troppo indulgente.  Nel novembre 2008 ha rilasciato un'intervista al mensile Le Choc du mois in cui ha paragonato l'immigrazione a uno "tsunami demografico".  Nel 2007 si espresse anche a favore dell'emendamento Thierry Mariani, che richiede test genetici per poter beneficiare del ricongiungimento familiare.
In un incontro pubblico a Lille nell’ottobre 2021, Zemmour ha ribadito la sua posizione sui migranti, chiedendo la fine dell’immigrazione illegale e legale in Francia.

## Vita privata
Nel 1982, Éric Zemmour sposò Mylène Chichportich, amministratrice giudiziaria e poi avvocatessa specializzata in diritto fallimentare, nata a Montreuil da una famiglia ebrea tunisina. Insieme hanno due figli, Hugo (1997-) e Thibault (1998-), e una figlia, Clarisse (2004-).
Dal 2021 Sarah Knafo, di origine ebraica marocchina e la sua principale consigliera elettorale, viene presentata dai media come la compagna di Zemmour,  cosa che lui conferma nel gennaio 2022.

## Controversie

### L'uomo maschio
Nel libro L'uomo maschio, pubblicato nel 2006, Zemmour parla della "castrazione" degli uomini voluta dalla società degli ultimi dieci-venti anni. Accusa femministe, donne e anche gli uomini di cavalcare il politicamente corretto, sopprimendo le cosiddette vere pulsioni maschili di predatore sessuale violento, dimenticando la storia della Francia e i lavori di Freud.
Crede che "l'ideologia gay" abbia preso piede anche come intermediario per scardinare la situazione e convincere "l'uomo a diventare una femmina come le altre". Sempre come prova della "femminilizzazione" cita il sempre maggior apprezzamento per il pesce. Ad esempio cita il concetto di "coppia" come concetto esclusivamente femminile, estraneo alla vera natura dell'uomo a cui è stato imposto e al quale ormai anche l'uomo crede.
(Zemmour a Radio Courtoisie, 26/3/2010)
Secondo alcune fonti è accusato di abilismo.

## Opere
- (FR) Balladur, immobile à grands pas, Paris, Grasset, 1995, ISBN 2-246-48971-7.
- (FR) Le Livre noir de la droite, Paris, Éditions Grasset & Fasquelle, 1998, ISBN 2-246-56251-1.
- (FR) Le Coup d'État des juges, Paris, Éditions Grasset & Fasquelle, 1998, ISBN 2-246-52551-9.
- (FR) Le Dandy rouge, Paris, Plon, 1999, ISBN 2-259-19058-8.
- (FR) Éric Zemmour, Patrick Poivre d'Arvor, Les Rats de garde, Stock, 2000, ISBN 2-234-05217-3.
- (FR) L'Homme qui ne s'aimait pas, Balland, 2002, ISBN 2-7158-1408-9.
- (FR) L'Autre, Denoël, 2004, ISBN 2-207-25496-8.
- L'uomo maschio (Le Premier sexe, Denoël, 2006, isbn 22-07-25744-4), traduzione di R. Boy, Novara, Piemme, 2007, ISBN 978-88-384-8667-8. riedito da Piemme nel 2015 col titolo Sii sottomesso. La virilità perduta che ci consegna all'Islam.
- (FR) Petit frère, Denoë, 2008, ISBN 978-2-207-25668-8.
- (FR) Mélancolie française, Fayard/Denoël, 2010, ISBN 978-2-213-65450-8.
- (FR) Z comme Zemmour, Le Cherche midi, 2011, ISBN 978-2-7491-1865-9.
- (FR) Le bûcher des vaniteux, Albin Michel, 2012, ISBN 978-2-226-24024-8.
- (FR) Le bûcher des vaniteux 2, Albin Michel, 2013, ISBN 978-2-226-24541-0.
- Il suicidio francese (Le Suicide français, Albin Michel, 2014, isbn=978-2-226-25475-7), traduzione di E. Faraoni, Enrico Damiani Editore, 2016.
- (FR) Un quinquennat pour rien, Albin Michel, 2016, ISBN 2-226-32008-3.
- (FR) Destin français, Albin Michel, 2018, ISBN 978-2-226-32007-0.
- (FR) La France n'a pas dit son dernier mot, Rubempré, 2021, ISBN 9782957930500.
- (FR) Je n'ai pas dit mon dernier mot, Rubempré, 2023, ISBN 978-2957930524.